# Alejandro Parada
Alejandro Antonio Parada (* 5. Juli 2004 in Palma Soriano) ist ein kubanischer Leichtathlet, der sich auf den Weitsprung spezialisiert hat.

## Sportliche Laufbahn
Erste internationale Erfahrungen sammelte Alejandro Parada im Jahr 2022, als er bei den U20-Weltmeisterschaften in Cali mit einer Weite von 7,91 m die Silbermedaille gewann. Im Jahr darauf siegte er mit 7,88 m bei den Zentralamerika- und Karibikspielen in San Salvador und belegte anschließend bei den Weltmeisterschaften in Budapest mit 7,86 m im Finale den zehnten Platz. Ende Oktober gewann er dann bei den Panamerikanischen Spielen in Santiago de Chile mit 8,01 m die Silbermedaille hinter dem Kolumbianer Arnovis Dalmero. 2024 belegte er bei den Ibero-Amerikanischen Meisterschaften in Cuiabá mit 7,79 m den vierten Platz. Im August verpasste er bei den Olympischen Sommerspielen in Paris mit 7,62 m den Finaleinzug.